# Carhaix-Plouguer
Carhaix-Plouguer é uma comuna francesa na região administrativa da Bretanha, no departamento Finisterra. Estende-se por uma área de 25,78 km². Em 2010 a comuna tinha 7 776 habitantes (densidade: 301,6 hab./km²).
Todos os anos em Julho, a cidade é sede do Festival des Vieilles Charrues, um dos maiores encontros musicais na Europa (240 000 espectadores ao longo de quatro dias).